# Anna-Marlene Bicking
Anna-Marlene Bicking (* 7. Februar 1987 in Leipzig) ist eine deutsche Komponistin und Sängerin.

## Leben
Anna-Marlene Bicking wurde 1987 als Tochter des Komponisten, Filmmusikers, Produzenten und Saxophonisten Andreas Bicking und der Schauspielerin Simone Storch geboren. Geprägt von Pop- und Jazzmusik in der Familie begann sie mit neun Jahren ihre Liebe fürs Singen zu entdecken, wirkte in Musicals und Alben mit. Bereits im Kindesalter erlangte sie auch erste TV-Erfahrungen in der ZDF-Hitparade neben der Sängerin Veronika Fischer. Von Oktober 2008 bis Februar 2013 studierte sie Jazzgesang bei Judy Niemack am Jazz-Institut Berlin und beendete die Ausbildung mit einem Bachelor-Abschluss. Als Sängerin, Arrangeurin und Komponistin ist Bicking in verschiedenen Jazz- und Pop-Projekten professionell tätig.
Zwischen 2014 und 2018 studierte Bicking im Master-Studiengang Filmmusik an der Filmuniversität Babelsberg bei Bernd Wefelmeyer und Ulrich Reuter.
Eigene Kompositionen schuf sie u. a. für die Serie Schloss Einstein, für Kurzfilme, Dokumentar- und Spielfilme sowie Hörspiele.
Nach ihrer ersten Veröffentlichung (EP Glückskind) als Sängerin Anna-Marlene komponierte und produzierte sie 2016 mit ihrem Co-Produzenten Charis Karantzas ein Pop-Crossover-Album mit dem Filmorchester Babelsberg, einem Streichquartett, einer Band, Elektronik und Gastmusikern unter dem Namen "Tagtraum". Finanziert wurde das Projekt durch eine Crowdfunding-Aktion und die Unterstützung der Initiative Musik. Veröffentlicht wurde ihr Debütalbum 2017 auf dem Label A&O Records, das sie zwei Jahre zuvor zusammen mit ihrem Partner ins Leben gerufen hatte.
Mehrere Singles wurden veröffentlicht und TV-Interviews beim RBB und MDR folgten. 2018 brachte sie dann ihr nächstes Album heraus, eine EP mit 7 Songs unter dem Namen "Alles ist neu", womit sie in vielen digitalen und auch öffentlichen Medienstationen gespielt wurde (z. B. MDR Sputnik, MDR Sachsen, MDR Thüringen, MDR Sachsen-Anhalt, Bayern Plus, Landeswelle, Rautemusik, Lautradio, Wüstewelle, Radio VHR, uvm.)
Anna-Marlene Bicking gewann Anfang 2018 den Musikautorenpreis der GEMA in der Kategorie Nachwuchskomponist/Pop. Geehrt wurde die sie bei einer Gala in Berlin am 15. März 2018. Bicking ist Mitglied im Deutschen Komponistenverband und in der DEFKOM, ebenso engagiert sie sich als Delegierte der außerordentlichen Mitglieder in der GEMA.

## Diskographie
Alben
- 2015 Glückskind (EP)
- 2017 Tagtraum
- 2018 Alles ist neu (EP)

Einzeltitel
- 2015 Coucou, Berlin
- 2015 Was dir blüht
- 2016 Ein Glückskind
- 2016 Oben bei den Sternen
- 2017 Arrogant
- 2017 Zeit
- 2017 Zwanzig Tage
- 2018 Schneider Wim & Schneiderin
- 2018 Alles ist neu
- 2018 Das Lied
- 2019 Fähnchen im Wind